# Glavoč pješčani
Glavoč pješčani (lat. Gobius roulei) riba je iz porodice glavoča (lat Gobiidae). Neki ga nazivaju p svom latinskom imenu Ruleov glavoč. Ovo je mala ribica koja naraste do najviše 8 cm duljine, živi na većim dubinama 320-385 m a u Mediteranu i na manjim dubinama. O samoj ribi i njenom životu se malo zna, poznato je da su vrat i glava bez ljuštura, a ostatak tijela obrasta. Boja tijela nije potpuno utvrđena, a smatra se da je smeđe boje, bez posebnih oznaka. Rep mu je zaobljen, a gornja peraja podijeljena u dva dijela. Jedan od primjeraka se može vidjeti u zbirci Prirodoslovnog muzeja u Rijeci.

## Rasprostranjenost
Norveški glavoč živi u istočnom Atlantiku jugoistočno od Portugala i u Mediteranu.

## Vanjske poveznice
|  | Zajednički poslužitelj ima još gradiva o temi Gobius roulei |
|  | Wikivrste imaju podatke o taksonu Gobius roulei             |